# PGC 9377
PGC 9377  ist eine Balken-Spiralgalaxie vom Hubble-Typ SBab im Sternbild Andromeda am Nordsternhimmel. Sie ist schätzungsweise 283 Millionen Lichtjahre von der Milchstraße entfernt und hat einen Durchmesser von etwa 125.000 Lj.
Die Galaxie wurde zunächst mit der Entdeckung von Lewis Swift am 11. September 1885 verwechselt, welcher im NGC-Katalog den Eintrag mit der Nr. 920 hatte.
Im selben Himmelsareal befinden sich u. a. die Galaxien NGC 933 und IC 1799.